# Liv e Maddie
Liv and Maddie (Liv e Maddie (no Brasil e em Portugal)) é uma série de televisão estadunidense do Disney Channel. No dia 19 de julho de 2013 houve uma pré-estreia nos EUA, e lançada oficialmente em 15 de setembro de 2013. No Brasil, a série teve sua pré-estreia em 31 de dezembro de 2013, e foi lançada oficialmente em 22 de fevereiro de 2014.
A 4ª temporada foi promovida como Liv and Maddie: Cali Style (Liv e Maddie: California Style (título em Portugal) ) (bra: Liv e Maddie: Estilo Califórnia)
A série já foi exibida pela TV Globo (parabólica) na faixa do Praça TV 1ª Edição.

## Sinopse
Essa é uma nova série de comédia, filmada com diversas câmeras, sobre as gêmeas idênticas Liv e Maddie Rooney e sua unida família. As irmãs Rooney sempre tiveram um elo muito especial e estão super ansiosas para o seu reencontro, que acontece quando Liv volta para casa, no Wisconsin, depois de estrelar um bem-sucedido programa de televisão em Hollywood por quatro anos.
Enquanto que Liv é descolada, confiante, sociável e adora cantar, Maddie é inteligente, atlética e um fenômeno do basquete escolar. Os filhos da família Rooney enfrentam um probleminha: seus pais trabalham na escola em que eles estudam. Pete, o pai, é professor de Educação Física e treinador do time de basquete feminino, enquanto Karen, a mãe, é orientadora escolar. A família só fica completa com os irmãos Joey, que é um adolescente que tem o seu próprio jeito de ser descolado e Parker é um garoto criativo, conhecido pelas suas travessuras.
Com Liv em casa novamente e as gêmeas dividindo o mesmo quarto, não demora muito para que Maddie perceba que pequenos espaços podem ficar ainda menores quando compartilhados com uma irmã que está acostumada a ser o centro das atenções. Como Maddie continua se destacando na escola e no time feminino de basquete, Liv não resiste e acaba se colocando em situações em que ela acha que a irmã precisaria de uma "ajudinha". Embora as gêmeas tenham personalidades, sonhos e aspirações diferentes, o elo entre as duas é inquebrável e é por isso que, juntas—com a ajuda da família --, elas são capazes de conseguir quase qualquer coisa. 

## Produção
A série foi criada por John Beck e Ron Hart (ambos de "O Jim é Assim"), e é produzido por Beck & Hart Productions e It's a Laugh Productions.[carece de fontes?] O show tem também como co-produtores, Andy Fickman  ("Treinando o Papai", "A Montanha Enfeitiçada"), Betsy Sullenger ("Você de Novo") e John Peaslee ("O Jim é Assim","Stan, o Cão Blogueiro"). Originalmente, os produtores tinham comprado um roteiro de um projeto chamado "Bits and Pieces", que apresenta uma nova família. Durante a Primavera de 2012, a Disney produziu apenas um episódio piloto. Os personagens seriam Jodie Sullenger (Kali Rocha), que seria mãe de Alanna (Dove Cameron) e de Sticky (Joey Bragg), que se casaria com Pete Fickman (Benjamin King), pai de Crystal (Cozi Zuehlsdorff) e de Brody (Tenzing Norgay Trainor), e todos os seis iriam se adaptar sobre o mesmo teto. Eventualmente, a Disney optou mudar o conceito de "Bits and Pieces" para uma série com um par de gêmeas. Em vez de contratar um novo elenco, a produção optou manter o elenco do roteiro anterior. Todo o elenco gravou um novo piloto para a nova série, Liv and Maddie. A história agora está focada em Dove Cameron que desempenha o papel de duas gêmeas idênticas. Cozi Zuehlsdorff seria uma das estrelas de "Bits and Pieces", mas em Liv & Maddie, ela atua como Ocean, uma garota da escola, porém, Cozi apenas faz participações especiais.
A primeira temporada da série foi composta de 21 episódios, encerrando a exibição nos EUA em 27 de julho de 2014 e no Brasil em 19 de janeiro de 2015. Em 13 de janeiro de 2014, o Disney Channel renovou a série para uma segunda temporada de 24 episódios.
A segunda temporada da série estreou em 21 de setembro de 2014 nos EUA e em 14 de fevereiro de 2015 no Brasil. O final da segunda temporada da série irá ir ao ar em 16 de agosto de 2015 nos EUA.
Em 3 de abril de 2015, o Disney Channel renovou a série para uma terceira temporada para estrear em 13 de setembro de 2015.
O Disney Channel renovou a série para uma quarta temporada, que foi filmada em 2016, ela ainda não tem número de episódios, e é a última temporada da série com um novo nome Liv e Maddie: Estilo Califórnia.

## Episódios
| Temporada | Temporada | Episódios | Exibição original      | Exibição original    | Exibição no Brasil      | Exibição no Brasil     | Exibição em Portugal  | Exibição em Portugal    |
| Temporada | Temporada | Episódios | Estreia                | Final                | Estreia                 | Final                  | Estreia               | Final                   |
| --------- | --------- | --------- | ---------------------- | -------------------- | ----------------------- | ---------------------- | --------------------- | ----------------------- |
|           | 1         | 21        | 15 de setembro de 2013 | 27 de julho de 2014  | 31 de dezembro de 2013  | 23 de janeiro de 2015  | 31 de janeiro de 2014 | 28 de novembro de 2014  |
|           | 2         | 24        | 21 de setembro de 2014 | 23 de agosto de 2015 | 14 de fevereiro de 2015 | 12 de março de 2016    | 2 de janeiro de 2015  | 19 de fevereiro de 2016 |
|           | 3         | 20        | 13 de setembro de 2015 | 19 de junho de 2016  | 30 de janeiro de 2016   | 18 de setembro de 2016 | 8 de abril de 2016    | 26 de janeiro de 2017   |
|           | 4         | 15        | 23 de setembro de 2016 | 24 de março de 2017  | 9 de dezembro de 2016   | 14 de maio de 2017     | 19 de maio de 2017    | 24 de novembro de 2017  |

## Elenco
| Atores                 | Personagens         | Temporadas | Temporadas | Temporadas | Temporadas |
| Atores                 | Personagens         | 1          | 2          | 3          | 4          |
| ---------------------- | ------------------- | ---------- | ---------- | ---------- | ---------- |
| Dove Cameron           | Olivia (Liv) Rooney | Principal  | Principal  | Principal  | Principal  |
| Dove Cameron           | Maddie Rooney       | Principal  | Principal  | Principal  | Principal  |
| Joey Bragg             | Joey Rooney         | Principal  | Principal  | Principal  | Principal  |
| Tenzing Norgay Trainor | Parker Rooney       | Principal  | Principal  | Principal  | Principal  |
| Kali Rocha             | Karen Rooney        | Principal  | Principal  | Principal  | Principal  |
| Benjamin King          | Pete Rooney         | Principal  | Principal  | Principal  | Ausente    |
| Lauren Lindsey Donzis  | Ruby                | Ausente    | Ausente    | Ausente    | Principal  |

## Música
A versão completa do tema de Liv & Maddie, "Better in Stereo", foi gravada por Dove Cameron e lançada como um single promocional pela Walt Disney Records em 15 de outubro de 2013. Um clipe da música foi gravado e lançado no Disney Channel no dia 29 de outubro de 2013.
No episódio "As Gêmeas Rooney", Liv mostra para Maddie um clipe do final de sua série, "Cante Alto!", em que a personagem de Liv canta um cover de "On Top of the World" de Imagine Dragons. A versão completa da canção foi gravada por Dove Cameron e foi lançada como um single promocional pela Walt Disney Records em 27 de agosto de 2013. No episódio, "Fa La La La com a Rooney", Liv canta o clássico "Let It Snow! Let It Snow! Let It Snow!" durante o Point Holiday Spectacular de Steven. A versão completa da canção foi gravada por Dove Cameron e está incluída em "Holidays Unwrapped", um álbum de férias lançado pela Walt Disney Records em 15 de outubro de 2013.
Canções de Liv e Maddie
- "Better in Stereo"
- "What a Girl Is"
- "Você, Eu e o Ritmo (You, Me and the Beat)"
- "As Long I Have You"
- "Say Hey"
- "Froyo YOLO"
- "On Top Of The World"
- "Conte Comigo (Count Me In)"
- "Amor Verdadeiro (True Love)"

As cançôes "True Love" ''Say Hey'' e ''As Long i Have You'' foram dubladas no Brasil porém, o Disney Channel Brasil não as exibiu.

### Trilha sonora
| N.º            | Título                                                | Duração |  |
| 1.             | "Better in Stereo (Versão tema de abertura)"          | 2:34    |  |
| 2.             | "What a Girl Is"                                      | 2:53    |  |
| 3.             | "True Love"                                           | 3:14    |  |
| 4.             | "As Long As I Have You"                               | 3:46    |  |
| 5.             | "What a Girl Is" (com Christina Grimmie e Baby Kaely) |         |  |
| 6.             | "True Love (Piano Duet)" (com Jordan Fisher)          | 1:16    |  |
| 7.             | "Say Hey"                                             | 2:52    |  |
| 8.             | "You, Me and the Beat"                                | 3:11    |  |
| 9.             | "Count Me In"                                         | 2:56    |  |
| 10.            | "On Top of the World"                                 | 3:03    |  |
| 11.            | "Better in Stereo"                                    | 3:03    |  |
| 12.            | "Froyo Yolo"                                          | 2:16    |  |
| 13.            | "True Love (Ballad)" (Interpretado por Jordan Fisher) | 3:31    |  |
| Duração total: | Duração total:                                        | 45:52   |  |

## Dublagem
| Personagem               | Dobrador           | Dublador            |
| Principais               | Principais         | Principais          |
| ------------------------ | ------------------ | ------------------- |
| Liv Rooney Maddie Rooney | Raquel Ferreira    | Michelle Giudice    |
| Joey Rooney              | João Pedro Jesus   | Bruno Camargo       |
| Parker Rooney            | José Antunes       | Gabriel Martins     |
| Karen Rooney             | Cristina Carvalhal | Sandra Mara Azevedo |
| Pete Rooney              | José Neves         | Tatá Guarnieri      |
| Ruby                     | Carolina Sales     | Giulia Chantre      |
| Recorrentes              |                    |                     |
| Diggy                    | Romeu Vala         | Glauco Marques      |
| Artie                    | Tiago Retrê        | Thiago Keplmair     |
| Johny Nimbus             | Carlos Freixo      |                     |
| Diggy                    | Romeu Vala         | Glauco Marques      |
| Willow                   | Maria Camões       | Tarsila Amorim      |
| Stains                   | Helena Montez      | Andressa Andreatto  |
| Linda                    | Sofia Cruz         | Jussara Marques     |
| Heather                  | Gabriela Barros    | Tatiane Keplmair    |
| Tia Dina                 | Diana Nicolau      |                     |
| Becky                    | Maria Camões       |                     |